# Подземная война

Схематическое изображение опорного пункта линии Мажино со скрывающейся огневой точкой

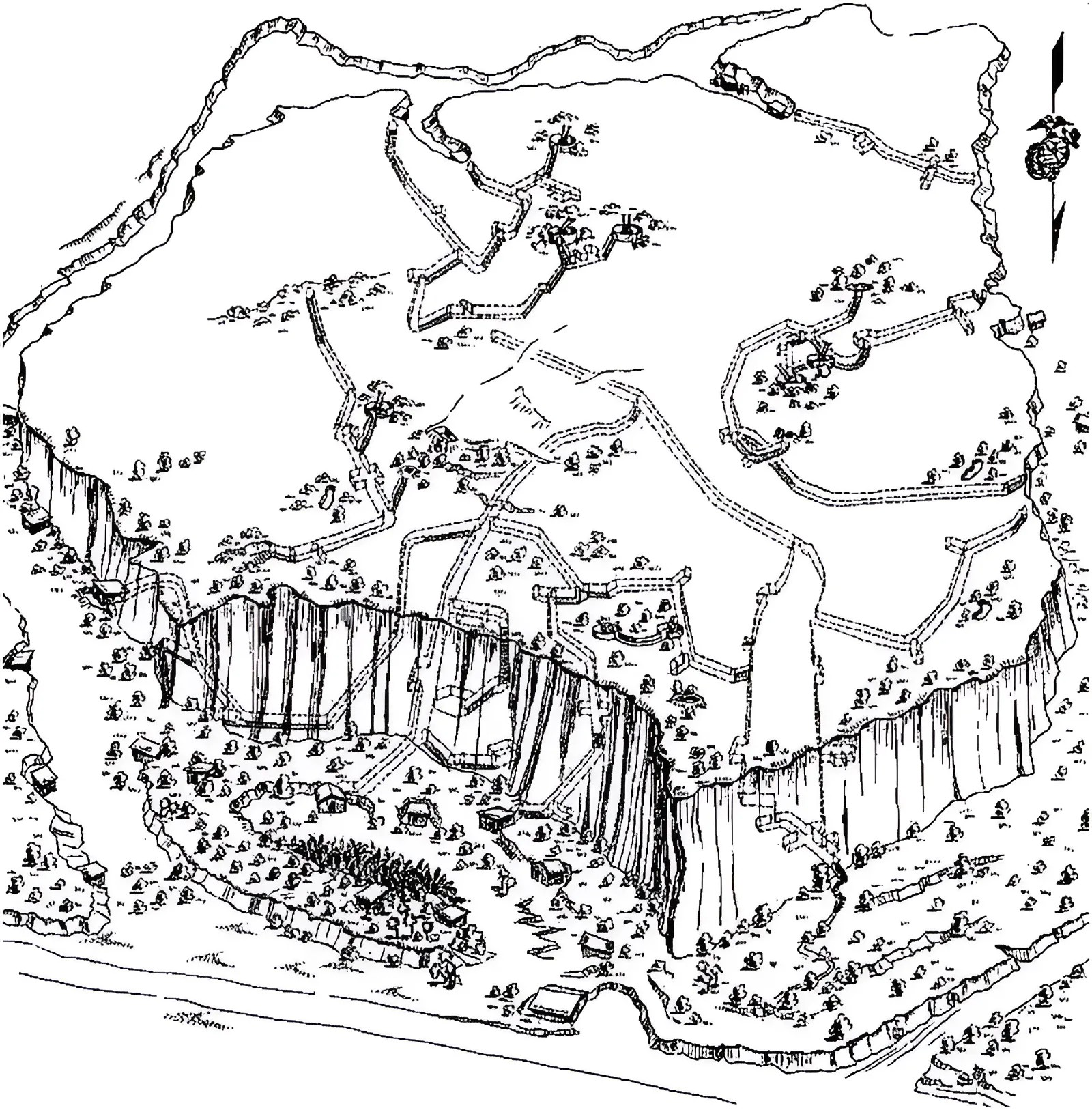
Схематическое изображение подземных коммуникаций японского острова Иводзима

Подземная война (уст. минное дело/искусство, поэтому иногда называется минной, а также тоннельной войной англ. tunnel warfare) — обобщающее название для военных (боевых) действий, ведущихся в тоннелях и других подземных полостях.
Подземная война включает строительство подземных объектов в целях нападения или обороны и использование существующих подземелий естественного (пещеры) и искусственного (катакомбы, городские коммуникации и тому подобное) происхождения для военных целей. Целью таких действий является захват или уничтожение вражеских укреплений, неприступных для наземных атак, или же укрытие своих войск от вражеских обстрелов.

## Современная специфика

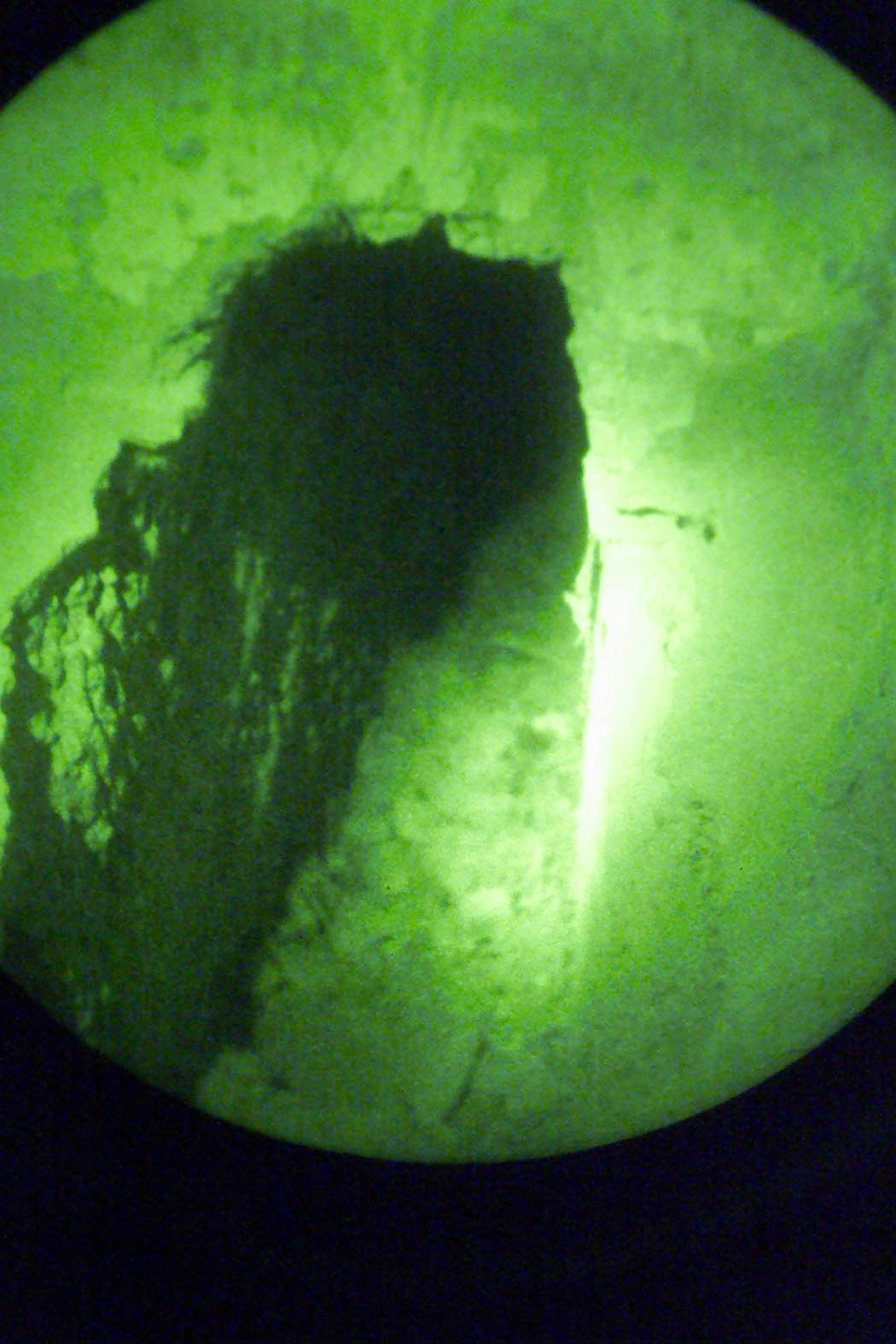
Подземные коммуникации афганских повстанцев
(Кандагар, январь 2002)

Современная военная наука выделяет четыре основных формы использования подземного пространства в военных целях:
- минная и контрминная борьба,
- укрытие личного состава, боевой техники и военного имущества,
- маневрирование войсками используя подземные коммуникации,
- ведение боевых действий в подземных помещениях и туннелях.

К боевым действиям под землёй относятся также и бои за входы/выходы в подземные сооружения и коммуникации.
Под каждой из перечисленных форм понимается только внешнее проявление всех видов передвижения, расположения и управления войсками, ведения ими боевых действий, а также — взаимодействия различных элементов этих процессов; для каждой из данных форм наработан и опробован богатый арсенал тактических приёмов.
Непосредственные боевые действия под землёй характеризуются внезапностью возникновения, кратковременностью, существенными пространственными ограничениями и невозможностью использовать большую часть арсенала современных вооружённых сил. Как правило, они протекают на коротких дистанциях (до 5-6 метров) в извилистых, плохо освещённых и нередко — полузатопленных подземных объектах. В подобных обстоятельствах исключительную важность у личного состава приобретают навыки скоростной стрельбы в условиях сильнейшего психологического стресса и сенсорной (акустической, визуальной и т. п.) перегрузки органов чувств. Также отмечается, что оказываются бесполезны традиционные методы подготовки бойцов, основанные на тренировках тонкой моторики нервной системы, которая управляет процессами прицеливания и ведения огня. Основной причиной такой ситуации считается состояние высокого эмоционального возбуждения с такими побочными эффектами, как, например, туннельное зрение, которые не позволяет эффективно решать боевые задачи и реагировать на изменения обстановки в ближнем бою. Одним из способов, который позволяет преодолеть данные сложности называют отработку навыков ведения бесприцельной стрельбы с расфокусированным зрением.
При ведении боевых действий под землёй особую опасность для личного состава представляют минно-взрывные баротравмы в силу того, что любой взрыв в компактном замкнутом пространстве значительно усиливается за счёт воздушной ударной волны, способной к многократным переотражениям от стен подземелий. Особенностью таких ранений считают высокую вероятность возникновения широкого спектра осложнений: артериальной газовой эмболии, снижения или даже утраты умственной работоспособности, инфарктов, инсультов и т. д.
Начиная с конца XX века, помимо регулярных вооружённых сил, к систематическому использованию подземелий приступили разного рода иррегулярные формирования и представители международных террористических организаций.

## Использование подземелий в военных целях
На протяжении многих веков самым заметным аспектом подземной войны была оперативная прокладка подземных галерей-тоннелей в ходе боевых действий с целью закладки мин или проникновения на территорию противника. Помимо этого, подземные полости естественного или искусственного происхождения (в том числе специально построенные) могут иметь следующие военные применения:
- убежища и укрытия (для мирных жителей, военных, преступных элементов или террористов и т. д.);
- коммуникационные сооружения (пути сообщения, узлы связи, типографии и пр.);
- фортификационные сооружения (укреплённые районы, бункеры и пр.);
- заводы (для производства оружия, боевых припасов и пр.);
- полигоны (испытание оружия, стрельбища, места тренировок)[9].

Тем не менее, несмотря на многовековой опыт использования подземного пространства в целях ведения войны, отмечается отсутствие цельной систематизированной теории обобщающей данную тематику. В боевых уставах имеется явный недостаток практических рекомендаций, а отдельные наработки военных теоретиков носят скорее фрагментарный характер.

### Практика применения пещер и естественных подземелий
Пещеры ещё с каменного века служили для человека не только жилищем, но и укреплением, защитой от опасностей и врагов. Хотя со временем защитная роль естественных пещер для человека ослабла, она не была полностью утрачена. Так при восстании Бар-Кохбы в начале II века нашей эры евреи использовали пещеры в качестве убежищ от римских войск. Примерами средневековых пещерных крепостей могут служить расположенная в Крыму крепость Чуфут-Кале или Дзивгисская крепость в Осетии.
Одним из ярких примеров использования пещер в качестве укреплений стала оборона Грузии от монгольского нашествия под предводительством Тамерлана в XIV веке. Грузины использовали пещерную крепость (в настоящее время — православный монастырь) Вардзиа. Крепость Вардзиа соединялась подземными ходами с крепостями Тмовги, Накалакеви, Ванис Квабеби. В крепость можно было попасть только снизу через пещеры по убирающейся в случае опасности приставной лестнице, ведущей через люк в потолке пещеры в саму крепость. Противника, проникшего в эту пещеру для штурма крепости, забрасывали копьями, стрелами и камнями, заливали варом через специальные отверстия в потолке пещеры. Тем не менее крепость была захвачена с помощью деревянных платформ, которые монголы спустили на канатах с соседних гор.
С широким распространением чёрного пороха пещеры приобрели важное значение как один из источников селитры.
Пещеры, как и естественные подземные полости, могут быть использованы как убежища и укрытия как для военных или криминогенных элементов, так и для мирных жителей. Нубийские горы стали убежищем для тысяч беженцев из Южного Кордофана в ходе войны за независимость Южного Судана.

### Строительство и обустройство искусственных подземных сооружений
Современную фортификацию невозможно себе представить без подземных сооружений, которые могут выполнить самые разнообразные функции. Наиболее распространённым назначением подземных объектов является обустройство в них узлов связи, пунктов управления, укрытий для дорогостоящей боевой техники и военного имущества, а также — стационарных позиций стратегических ракет шахтного базирования.
Выбор места строительства имеет свои особенности и должен осуществляться с учётом гидрогеологической и грунтовой обстановки. Наиболее удобным типом местности считается резко пересечённый, холмистый или горный рельеф, который предлагает много вариантов размещения входов-выходов, вписывая их в крутые склоны ландшафта.
Архитектура и планировка подземных объектов может быть самой разнообразной, но, как правило, она неизменно включает в себя некоторые ключевые элементы, а именно:
- основные помещения для размещения в них укрываемого имущества,
- транспортные галереи с упрочнёнными входными оголовками, защитными дверями, воротами и запорными устройствами,
- вентиляционные и технологические шахты с защитными механизмами[14].

Основными этапами строительства любого подземного комплекса военного назначения является устройство подземной выработки и её обделка. Для создания подземных полостей используется весь арсенал высокопроизводительной землепроходческой техники: проходческие комбайны, транспортёры грунта, краны, экскаваторы, буровые, траншейные и котлованные машины, и т. п. При особо сложных условиях устройство подземной выработки можно осуществить с помощью взрывных работ.
Обделка подземных сооружений долговременного типа в большинстве случаев осуществляется с помощью монолитного железобетона. Такой способ позволяет легко варьировать толщину и прочность обделки, однако требует применения в стеснённых условиях подземелий большого количества разнообразного оборудования, что может сказаться на темпах работы. Из-за этого, в последние десятилетия широкое распространение для обделки получило использование сборных железобетонных или металлических элементов: рам, тюбингов, плит и т. п.
Внутреннее оснащение подземных сооружений должно предусматривать все необходимые средства жизнеобеспечения: системы отопления, освещения, фильтровентиляции, кондиционирования, водо- и энергоснабжения, канализации и т. п.

## Исторический обзор

### Ранний период подземной (минной) войны
При взятии вражеских городов и укреплений с глубокой древности используются подкопы. Подземные работы применялись либо для обрушения стен, путём поджога деревянных опор, удерживающих стены свежевыкопанной галереи, либо для скрытного проникновения в осаждаемый город. Впервые термин мина появился и использовался только по отношению к тайным подкопам, однако с появлением пороха термин стал обозначать подземную полость с взрывчаткой и лишь затем взрывное устройство.

#### В античности
Известны упоминания военной тактики с использованием подкопов, относящиеся к IX веку до нашей эры.
Подкопы использовали обычно в тех случаях, когда из-за труднодоступности или большой прочности стен нельзя было надеяться на успех использования тарана. Это был медленный и трудоёмкий, но гораздо более надёжный способ взятия укреплений. Около середины V века до н. э. грек Эней Тактик пишет трактат «О перенесении осады», где, в числе прочего, подробно описывает устройство подкопов под стены с последующим их обрушением за счет выгорания подпорок. Технику взятия городов с использованием подкопов, также описал в первом веке нашей эры римский писатель Витрувий.
Так Дарий I проник в 520 г. до н. э. в греческий город Халкедонию, выведя подкоп на рыночную площадь города. Такой приём использовал и Сервилий, чтобы овладеть Фиденами (430 г. до н. э.), а в 391 г. до н. э. Камилл подобным образом взял после семилетней осады этруский город Вейи.
Поджог опор галереи для обрушения стен Газы использовал в 322 г. до н. э. Александр Македонский. Так же были взяты Афины и Пирей — Суллой (86 г. до н. э.), Паленсия — Помпеем (72 г. до н. э.).
Подкоп для взятия города был использован персами при штурме римской крепости Дура-Европос в III веке.

#### В средние века
Средневековье отличал упадок военного искусства: наступательное оружие и фортификация в этот период не развивались. Не изменялась тогда и техника ведения подземной войны.
Порой знания того, что под стены подведён подкоп, было достаточно, чтобы гарнизон крепости сдался. Так случилось после месячной осады цитадели госпитальеров — крепости Маркаб мамлюкским султаном Египта Калавуном. 25 апреля 1285 года защитники сдались, узнав, что под северную стену и главную башню вражеские сапёры подвели галерею.
При укреплении городов важным элементом обороны в случае осады было водоснабжение. Часто для этого служили так называемые «тайники»: скрытые места на берегу реки, откуда жители добывали воду. Изнутри города к такому месту вела подземная галерея, иногда над ними устраивали башни; этой цели служила когда-то Тайницкая башня в Московском кремле.
Обязательным элементом рыцарских замков являются тайные подземные ходы.
Судя по имеющимся сведениям, практика подведения подкопов до введения пороха в России распространена не была.
В XIII веке под польским городом Сандомир был создан многоэтажный подземный лабиринт, служивший убежищем от набегов татар.

### Расцвет подземно-минной войны

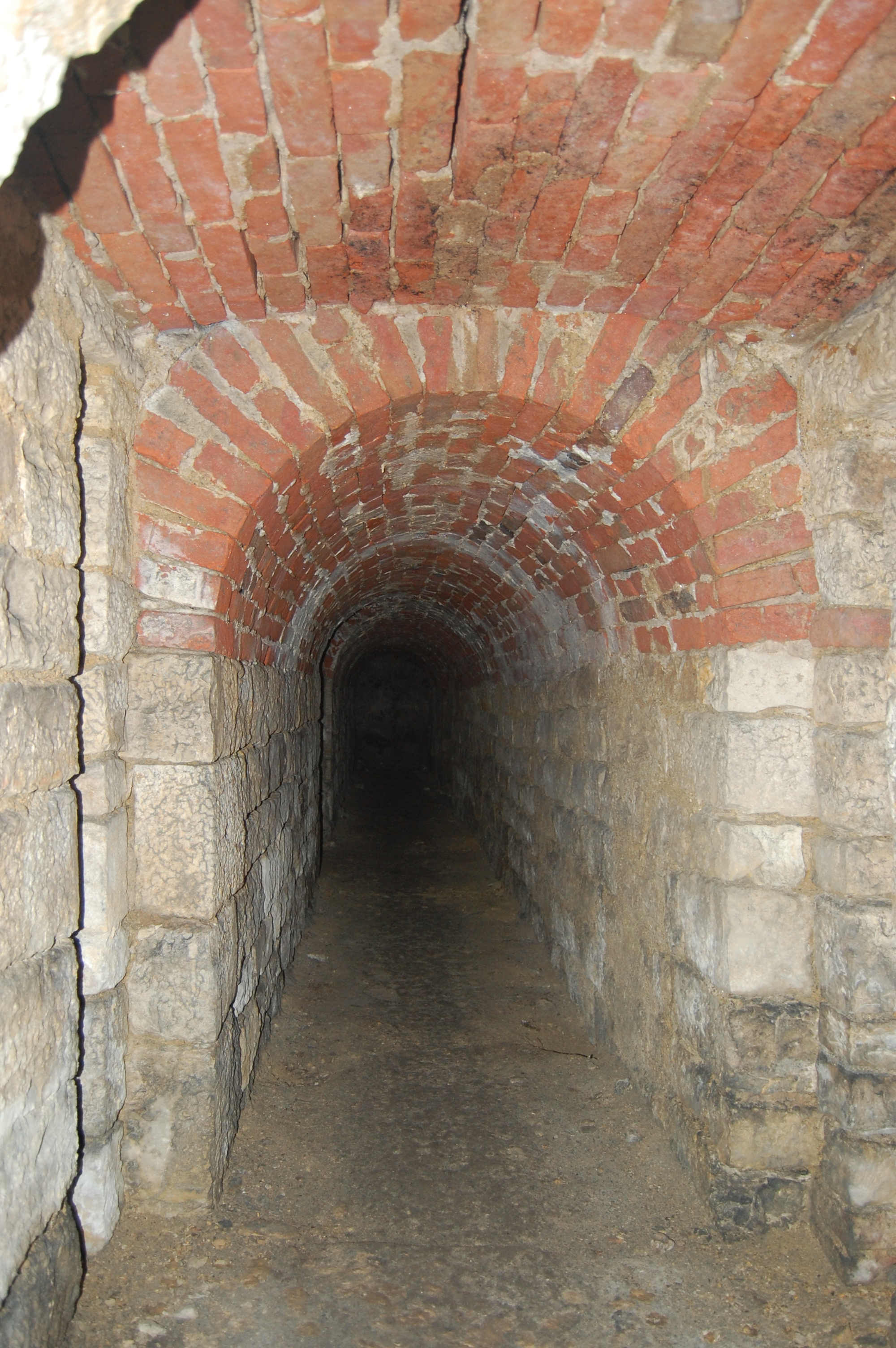
Противоминная галерея в крепости Ульм

До начала двадцатого века подземные взрывные работы, которые велись с помощью подкопов при осаде крепостей как нападающей, так и обороняющейся сторонами, назывались минной войной (или подземно-минной борьбой).
Наступательные действия называют минной атакой, а оборонительные — минной обороной. Совокупность тоннелей обороны именуют контрминной системой. Системы подкопов (мин) носят название минных построек. Элементы минной постройки: входы, минные галереи, минные рукава, минные камеры, минные буровые трубы и боевые колодцы. Для тоннелей использовалась деревянная отделка, реже волнистое железо.
Для разведки противника организовывалась служба прослушивания, задачами которой было определение направления подземных атак противника и расстояния до вражеских тоннелей. Служба прослушивания использовала специальные приборы: сейсмостетоскопы, слуховые рожки, минные буссоли и прочее. Во время прослушивания работы в своих галереях и рукавах прекращались. Время прослушивания каждые сутки менялось. В снаряжение слухачей входил журнал прослушивания, письменные принадлежности, осветительные приборы и часы.
Взрывчатку размещали в специальных камерах, вырытых на продолжении оси галереи, в нише галереи или ниже уровня пола в колодце. Подрыв осуществлялся электрическим или огневым способом.

#### Развитие минной войны в XV—XVIII веках с распространением пороха
Одно из самых серьёзных изменений в технике подземной (минной) войны произошло в Италии в XV веке, когда для подрыва вражеских крепостных стен стали использовать порох.
Иван Грозный взял Казань при помощи взрыва под крепостными стенами, для чего было использовано 48 бочек пороха. Минными работами при взятии Казани руководил иностранный специалист, известный из летописей как Немчин Розмысл. Это было первое масштабное применение подземно-взрывных работ русскими войсками.
Во многих крепостях построены контрминные галереи, «слуховые» тоннели, в которых несли стражу «слухачи». Они могли на расстоянии около пятидесяти шагов обнаружить подземные работы противника. В контрминные галереи также закладывался пороховой заряд, целью подрыва которых было вызвать завал в ведущемся под стены подкопе.
В ряде случаев подземная война при осаде крепостей оказывалась эффективнее артобстрела.
С XVI века при штурме вражеских позиций начали использоваться сапы (подкопы и траншеи), рытьём которых занимались сапёры. По способу создания сапы делятся на летучие и тихие (перекидные). Летучие сапы представляют собой траншеи, для защиты которых использовались плетёные корзины (туры), мешки, бочки, наполненные землёй. Тихая сапа представляла собой подкоп, который рыли без выхода на поверхность.

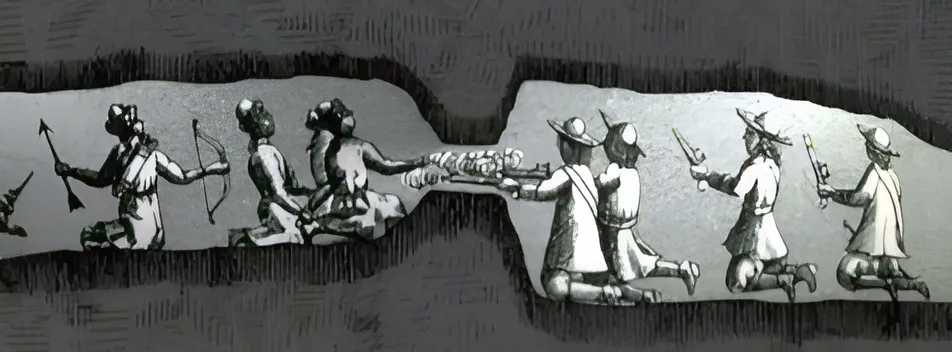
Бой в подземных ходах при Осаде Кандии

Так австрийский генерал итальянского происхождения Монтекуколи (1608—1680) в своих классических трудах по военному делу описывал методы разрушения галерей противника и противодействия подкопам. В работе «Об атаке крепостей» Вобана (1633—1707), создателя французской школы фортификации и «теории постепенной атаки» крепостей, была приведена теория минной атаки, показаны способы расчёта различных подкопов, определения нужного для взрыва количества пороха.
Зимой 1609—1610 годов при осаде поляками Смоленска происходила активная минная война, в ходе которой 16 января 1610 года русские минеры докопались до польского подкопа, уничтожили находившихся в нём польских солдат и взорвали подземную галерею, что некоторые военные историки считают первым в истории подземным боем.

#### Оборона Севастополя (1854—1855)
Ещё в 1840 году Э. И. Тотлебен и К. А. Шильдер занялись вопросами организации и проведения подземных атак. Для подрыва порохового заряда в подземных тоннелях стали использовать электрический ток. Для ведения подземных работ в боевых условиях Карл Шильдер разработал специальное сверло, испытанное под Киевом в 1840—1845 гг. Оно представляло собой ряд скрепляемых между собой (по мере заглубления сверла в землю) металлических секций, представлявших собой архимедов винт, центром которого служила металлическая труба диаметром 2,5 дюйма. К концу первого стержня крепился собственно бур с дисковым резцом, а вслед за ним направляющий цилиндр, представляющий собой два обруча с закреплёнными между ними четырьмя ножами. Такие цилиндры (с ножами, или без) крепились на секции сверла через определённое расстояние.
При первой обороне Севастополя подземная борьба получила большой размах. Сначала союзники рыли подкопы без всяких предосторожностей. После серии подрывов контрмин союзники попытались увеличить глубину подкопов, но наткнулись на скальный грунт. Подземная война вернулась в поверхностный слой земли. За время осады русские сапёры прорыли 6,8 км подкопов и контрмин, войска союзников за это же время — 1,3 км. Русские израсходовали в подземной войне 12 т пороха, а союзники — 64 т. Эти цифры свидетельствуют о том, что русские старались создать более разветвлённую систему подземных галерей и проводили атаки только наверняка с минимальными затратами пороха. Союзники пользовались устаревшими типами запалов, поэтому многие заряды не сработали. Подземная война шла в тяжёлых условиях: восковые свечи часто гасли, от спёртого воздуха сапёры падали в обморок, тоннели и контрмины заливали грунтовые воды. Русские войска не только отбили все подземные атаки союзников, но и сами начали рыть подкопы под вражескими укреплениями. Это уникальный случай в истории подземных осадных войн. Победу русских в подземной войне признали и союзники. Так, газета «Times» отмечала «… Нет никакого сомнения, что пальма первенства в этом роде военных действий принадлежит русским…».

#### Оборона Порт-Артура

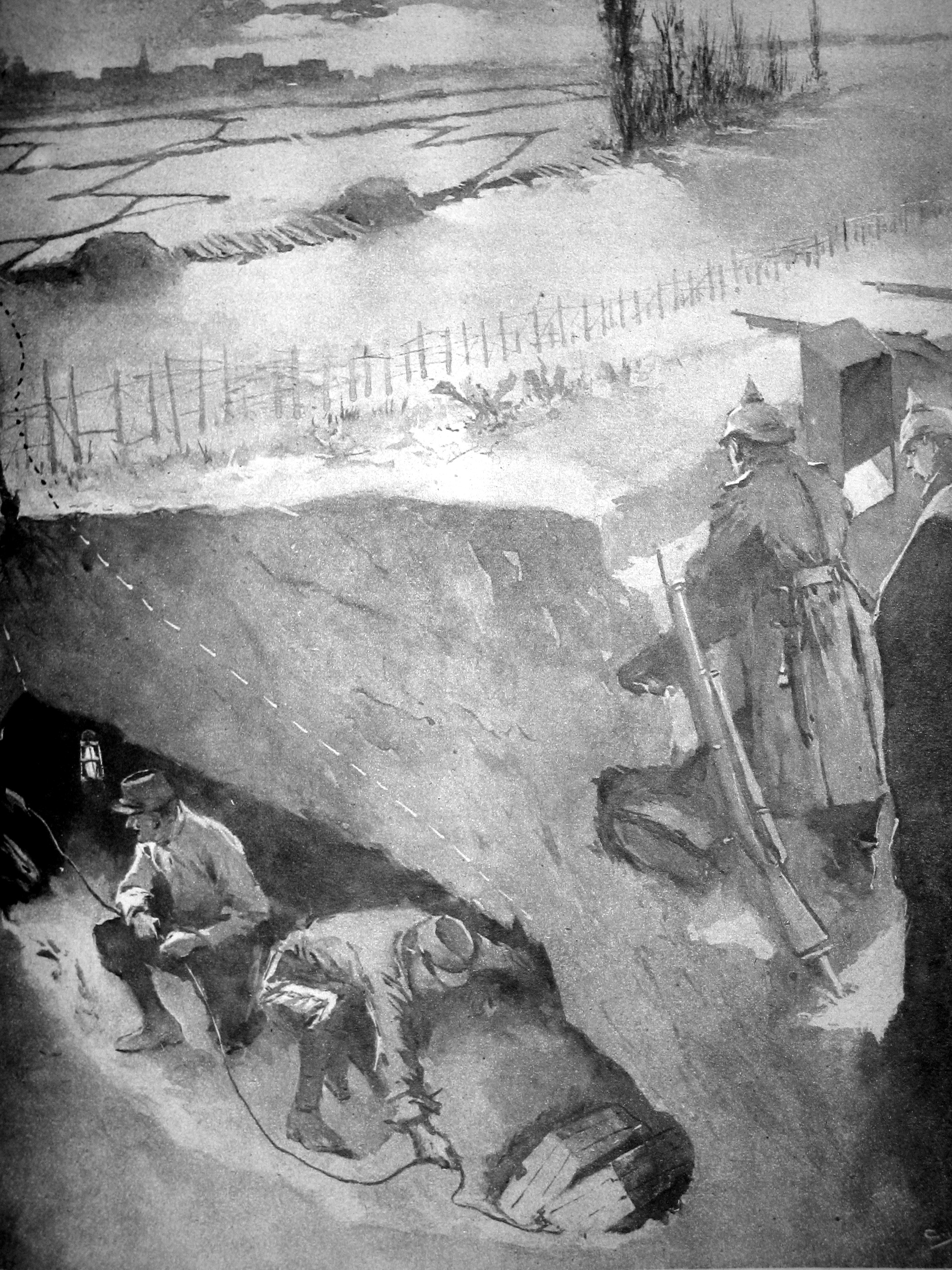
Подготовка к взрыву в минной галерее (Первая Мировая война)

Подземную войну на примере обороны Порт-Артура рассмотрел кандидат исторических наук, преподаватель общевойсковой академии, полковник М. В. Виниченко. В отличие от обороны Севастополя, русские войска плохо подготовились к подземной войне. Электрические вентиляторы, электроосветительные станции и специальные буры в Порт-Артур завезены не были. В крепости находилось 760 сапёров, которые не были обучены методам подземной войны. Для ведения контрминной войны можно было привлечь не более 20 сапёров (для сравнения, при обороне 4-го бастиона Севастополя у Э. И. Тотлебена было 75 подготовленных минёров и 200 помощников из числа пехоты). Отсутствие нивелировочного плана крепости и необходимых инструментов вынуждало русских сапёров рыть тоннели наугад, опираясь на интуицию и чутьё. В результате 3 октября один из тоннелей неожиданно вышел на поверхность между расположениями войск (выход успели замаскировать до обнаружения японцами). Из-за нехватки шанцевого инструмента и его низкой прочности строительство тоннелей велось очень медленно — 2,4 м/сут.

### Подземная война в XX—XXI веках
Некоторую роль подземные боевые действия сохранили и в современных условиях. Ведение подземной войны эффективно в условиях превосходства противника в воздухе. Перевод боев под землю делает войска малоуязвимыми для авиационных и артиллерийских ударов. Также это сводит все бои к пехотному уровню и поэтому выгодно для технически более слабого, но зато более многочисленного противника. Однако, такой способ ведения военных действий не способствует достижению победы. Строительство подземных укреплений очень трудоемко и психологически склоняет стороны к позиционной войне.
Прямой штурм подземных укрепрайонов ведет к большим потерям. При их взятии могут применяться следующие приёмы: огнеметание, закидывание дымовых шашек, взрывных зарядов, заливание бензина в воздуховоды и его поджигание, заваливание входов навесным бульдозерным оборудованием. В некоторых случаях применяется заливание подземных сооружений большим количеством воды, что приводит к их затоплению и невозможности дальнейшего их использования для обороны и укрытия. Соответственно, для обороняющейся стороны рекомендуется строить побольше выходов на поверхность, в том числе и замаскированных, что делает затруднительным блокирование гарнизона подземного укрепления и дает возможность вылазок на поверхность.
Пентагон начал разработку подземной бомбы-робота, предназначенной для уничтожения подземных бункеров.

#### Первая мировая война

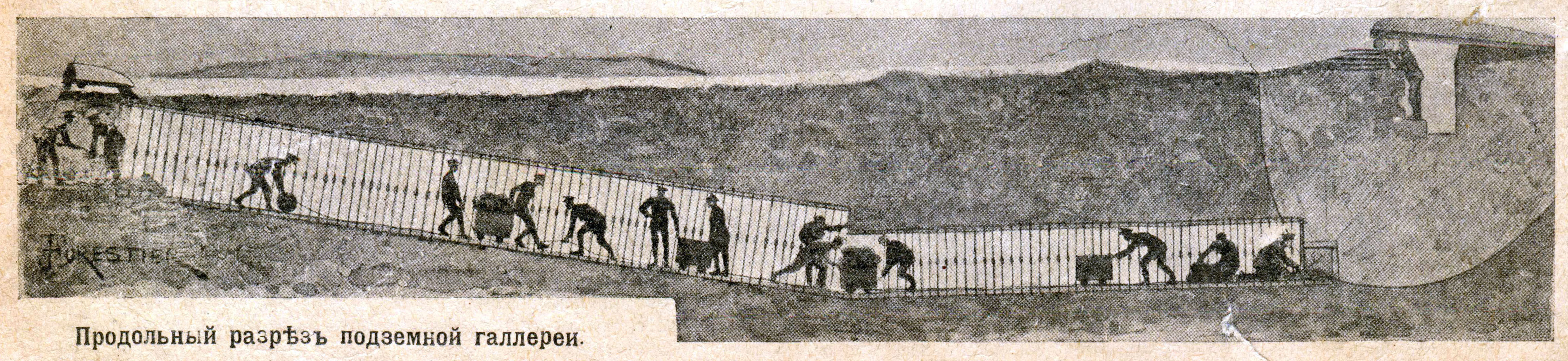
Минная галерея ПМВ, 1915

В Первую мировую войну система карстовых пещер Постойнска-Яма была использована итальянцами для выхода в тыл австрийских войск.
Подземная война активно велась во время Первой мировой войны. Во время Первой мировой войны произошёл переход от осадной войны подкопов к подземной фортификационной войне на линиях фронта. Большая плотность войск и длительные периоды позиционной войны на Западном фронте привели к тому, что позиции противоборствующих сторон оказались хорошо укреплены. Наземные атаки приводили к большим потерям и заканчивались поражениями. Тогда и было принято решение использовать подземную войну для взлома хорошо подготовленной обороны. К 1916 г. англичане для ведения подземной войны организовали 33 минные (тоннельные) роты общей численностью до 25 тысяч человек. На Восточном фронте подземная война велась там, где противник создавал укрепрайоны. Всего было зафиксировано 40 случаев подземных атак, которые часто увязывали с наземными и воздушными действиями. Характерным примером может служить подземная атака русских войск в 1916 году под Иллукстом (у Двинска).
В подготовке наступления на Сомме 1-го июля 1916 г. принимали участие 5 британских туннельных рот. Были заложены 9 мощных горнов для разрушения неприятельских позиций (общий вес взрывчатых веществ — почти 79 тонн). Были сооружены 12 подземных коммуникационных путей для пехоты (от резервных позиций к окопам). Отличились минеры-подземщики и при наступлении 9-го апреля 1917 г. у Арраса. Британское командование решило воспользоваться меловыми пещерами, расположенными под городом Аррас — для организации помещений для войск. Пещеры были приведены в жилой вид, сооружены галереи для соединения их с боевыми позициями. И когда в одном из секторов фронта атака британцев окончилась неудачей, для восстановления положения на передовой требовалось пополнение. Тогда 2 батальона, пройдя по подземелью, вышли на поверхность и, атаковав противника, решили судьбу боя.
Особое значение имела минная война в районе Ипра.
Одновременно развивался другой аспект подземной фортификационной войны: строительство подземных укреплений в целях защиты войск от артиллерийских и авиационных обстрелов. Первым примером такой подземной войны можно считать бой за гору Корнилэ в апреле-мае 1917 г. В результате артиллерийского обстрела французов наземные укрепления были разрушены, но 2 батальона пехоты и 1 саперная рота немцев успели укрыться в подземных укреплениях. Повторные артиллерийские обстрелы результатов не дали. Были разрушены только входы в подземные укрепления и вентиляционные шахты, которые быстро отремонтировали саперы. Французы предприняли химическую атаку, но благодаря противогазам и противохимическим «забивкам» подземный гарнизон выжил. Вскоре французы захватили наземную часть горы, но спускаться в тоннели не стали. В конечном итоге часть подземного гарнизона ночью под покровом темноты смогла пробраться к своим, оставшиеся попали в плен. Более удачным был пример 56-й германской пехотной дивизии, занимавшей позиции около Рипона (Шампань). Построенные ею подземные укрепления имели большое количество выходов на поверхность, что позволяло избежать блокирования подземного гарнизона. Были созданы специальные приспособления для защиты выходов. Соединение подземного и наземного элемента обороны позволяло уверенно удерживать занимаемые позиции.
Для военных целей также использовали уже существующие подземные полости. Катакомбы вблизи Моаслена глубиной 20—30 м защищали даже от самых крупных 42-сантиметровых снарядов.

#### Вторая мировая война

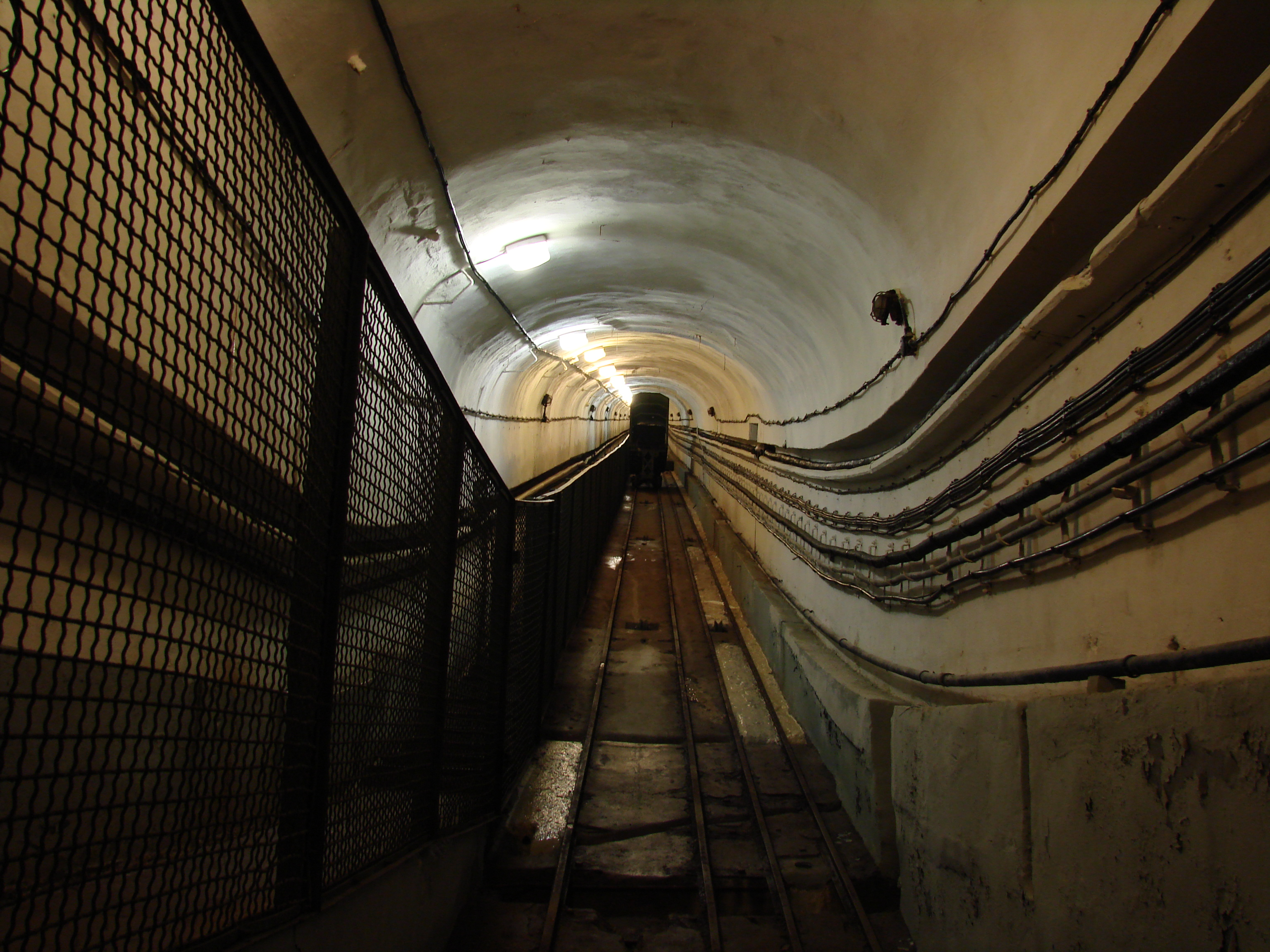
Галереи одного из фортов на линии Мажино. Видна узкоколейная железная дорога для подачи боеприпасов

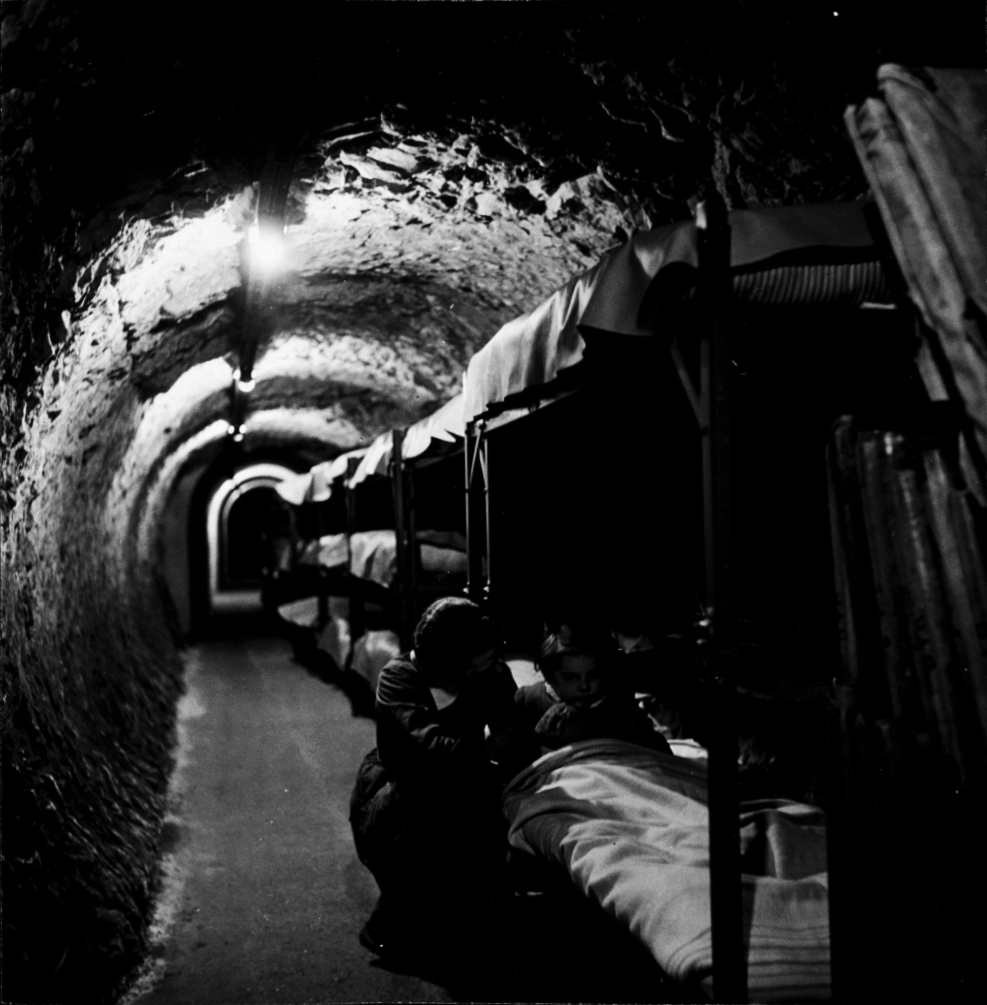
Противовоздушные убежища в лондонском метрополитене

Накануне и во время Второй мировой войны британцы и немцы разрабатывали проекты подземных боевых средств (в Британской империи — Nellie, в Германии — «Змей Мидгарда» и субтерина В. фон. Верна), предназначенные для преодоления укрепрайонов (линия Зигфрида, линия Мажино) и скрытых диверсий на территории противника, однако ни одно из них не применялось на линиях фронта .
Во время второй мировой войны подземные укрепления использовались союзниками на линии Мажино, немцами на нормандском побережье и японцами на Окинаве.
Линия Мажино имела мощный подземный элемент. Подземные ходы соединяли огневые сооружения в единую оборонительную систему. Каждое огневое сооружение имело подземную часть: убежища для личного состава, склады боеприпасов и продовольствия, медицинские центры и энергоустановки. Общая площадь подземной части огневого сооружения нередко достигала 0,15 км². На поверхности земли находилось только то, что необходимо для ведения огня. Многие подземные коммуникации имели приспособления для их преграждения в случае проникновения противника. Магистральные подземные галереи имели ширину 6—8 м, а соединительные 2—3 м. Передвижение войск и доставка материальных средств осуществлялась электропоездами по подземной железной дороге. Входы в подземную часть строились в глубине наземной обороны и искусно маскировались. Стоит отметить подземные крепости Хакенберг, Фондер-Гольц и Мец. Крепость Мец называли подземным городом: она имела 6 этажей до глубины 50 м на площади 2,5 км².
Однако данные примеры подземной войны оказались неудачными. Было уделено слишком много внимания строительству подземных укреплений. Выходы на поверхность строили в малом количестве. Не было налажено взаимодействие между подземной и наземной обороной. Большая часть солдат изначально размещалась под землей. Данные просчеты привели к тому, что противник подавлял огнём наземную оборону, пехотной атакой захватывал территорию над подземными укреплениями и блокировал все выходы. Подземный гарнизон не мог пробиться на поверхность и в конечном итоге погибал.
Принято считать, что подземная минная война в её классическом смысле не нашла широкого применения во время второй мировой войны, однако были зафиксированы отдельные случаи применения советскими войсками подкопов для неожиданных атак хорошо укреплённых позиций противника. На начальном этапе войны городские каменоломни иногда служили долговременной опорной базой остатков окружённых советских войск (см. оборона Аджимушкайских каменоломен). В Одесских катакомбах борьба партизан с немцами велась до августа 1943 года. В Севастополе к декабрю 1941 года значительная часть производственных мощностей и гражданской инфраструктуры была перенесена в пещеры и каменоломни Инкермана; там производились миномёты и боеприпасы к ним, гранаты, ножи, шанцевый инструмент, осуществлялся пошив белья, обмундирования и обуви, велся ремонт артиллерии и танков, функционировал госпиталь на 5000 человек. Во время Сталинградской битвы советские войска успешно использовали городские подземные коммуникации для внезапных ударов по позициям противника.
На завершающем этапе войны тактика ведения общевойскового боя в подземельях снова оказалась востребованной в связи с необходимостью преодолевать глубоко эшелонированные полосы обороны немецких войск насыщенные капитальными подземными сооружениями (см. битва за Берлин, штурм Кёнигсберга и тому подобное). Оборонительные линии германской столицы были умело вписаны в систему подземных транспортных коммуникаций города, что выдвинуло перед советскими войсками целый ряд проблем, острота которых усугублялась отсутствием карт метрополитена и точной информации о подземном хозяйстве города. Берлинское метро позволяло немцам активно маневрировать своими резервами, оперативно перебрасывая войска на критические направления и быстро организуя опасные контратаки. В конце концов было принято решение затопить участок метрополитена под каналом Тельтов, что не только лишило немецкое командование возможности безопасного манёвра, но и привело к значительным потерям.

#### Война в Корее
На Корейском полуострове подземная война приобрела грандиозный размах. Исходя из опыта второй мировой войны, американцы сделали ставку на авиацию. Северокорейские, а на втором этапе войны и китайские войска несли большие потери от авианалётов, что вынудило их начать строительство подземных убежищ. Изначально подземные укрепления строились самостоятельно каждым подразделением и их размещение носило хаотичный характер. Впоследствии подземные укрепления были объединены в одну систему. О размахе подземной войны свидетельствуют следующие факты. При длине фронта в 250 км, длина подземных ходов достигала 500 км. Таким образом на каждый километр фронта приходилось 2 км подземных тоннелей. В общей сложности было извлечено 2 000 000 м³ породы.
В КНДР была разработана своя теория подземной войны. Живая сила, склады и мелкокалиберные орудия были полностью размещены в подземных помещениях, что делало их малоуязвимыми для авиационно-артиллерийских ударов. Непосредственно под поверхностью земли были сооружены просторные казармы, которые позволяли за короткое время вывести на поверхность целые соединения и так же быстро спрятать их под землей. Для улучшения вентиляции эти сооружения строились с учётом направления движения естественных потоков воздуха; на поверхности земли над ними оборудовались позиции ложных целей (дотов, окопов и входов в подземелья), что делало затруднительным обнаружение настоящих целей и заставляло американцев впустую тратить боеприпасы. Помимо этого создавались подземные укрытия для развёрнутой артиллерии: во время бомбёжек орудия закатывались в специальные бункеры в толще горы, как только наступало затишье орудия выдвигались на специальные площадки перед бункером, производили несколько выстрелов и закатывались обратно.
В отличие от других примеров подземной войны, войска КНДР не делали упор на оборону именно подземных укрепрайонов. Северокорейские войска прятались от бомбежек и артобстрелов в подземельях, дожидаясь штыковой атаки американцев. Когда пехотные части США проникали в наземную часть укрепрайона, северокорейские солдаты по множеству ходов выбирались на поверхность и вступали в рукопашный бой, используя численное превосходство.
В дальнейшем, опыт противостояния северокорейским войскам был проанализирован, систематизирован и обобщён в боевом уставе американской армии FM 31-50 («Бой в укреплённых районах и городах»).
В настоящее время военная доктрина КНДР предусматривает строительство максимально возможного количества подземных сооружений военного назначения на случай нападения США. Глубина подземных объектов достигает 80—100 м, что делает затруднительным их разрушение даже тактическим ядерным оружием.

#### Война во Вьетнаме

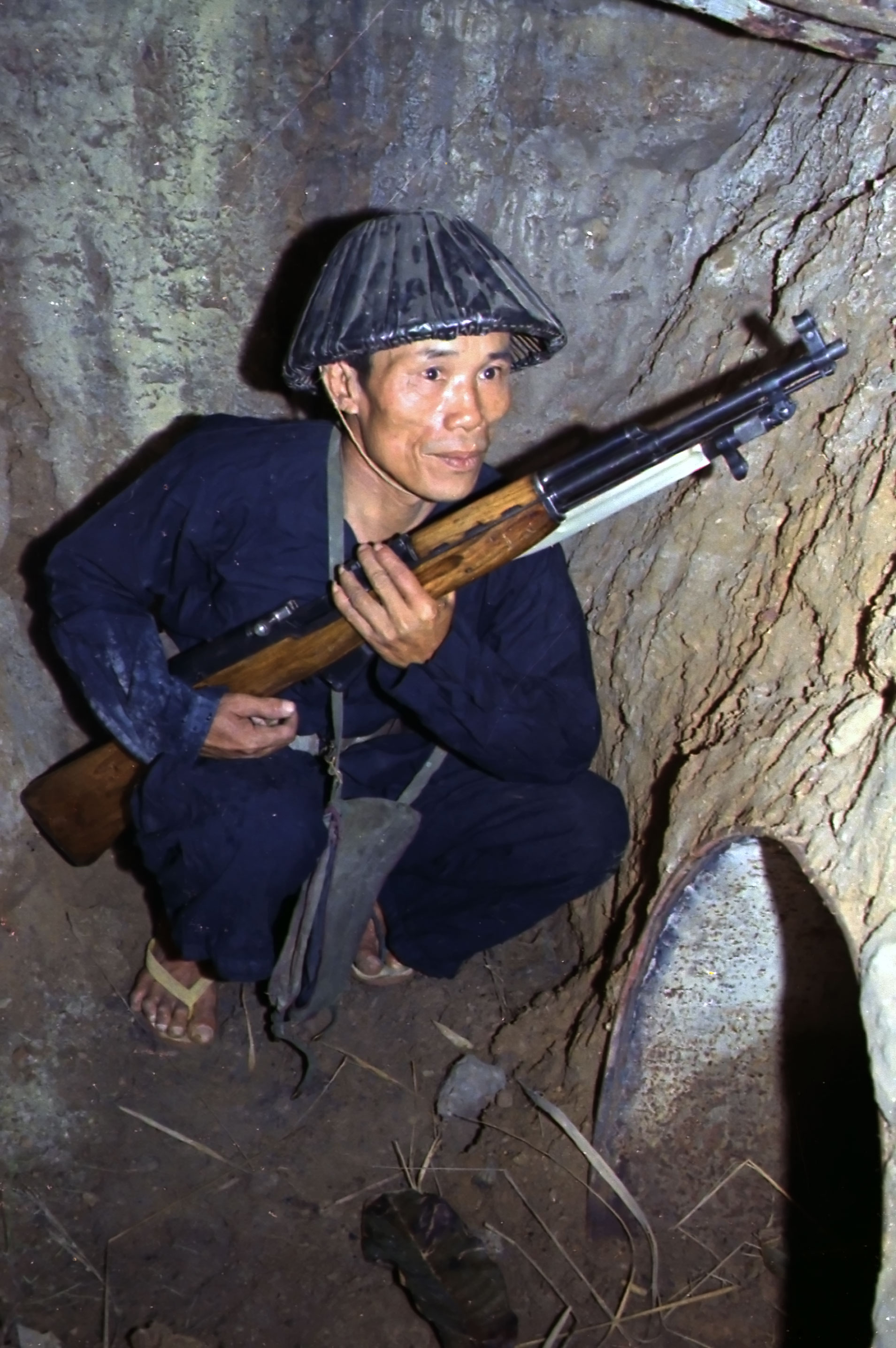
Боец Вьетконга с советским карабином СКС

Национальный фронт освобождения Южного Вьетнама осознавал полное американское превосходство во всех видах вооружения, и особенно — в авиации, поэтому для противостояния американцам была выбрана тактика партизанской войны. Для её ведения на территории южного Вьетнама войскам Вьетконга потребовались замаскированные пункты материально-технического снабжения, способные поддерживать партизан всем необходимым в течение продолжительного периода времени. Для этого была развёрнута сеть подземных баз, которые успешно функционировали в условиях оккупации наземной территории; имеются сообщения, что каждый деревенский житель был обязан выкапывать ежедневно около 90 см тоннелей. Самой крупной подземной базой были тоннели Кути общем протяженностью 200 миль. Известно также, что значительная часть тропы Хо Ши Мина была проложена по карстовым пещерам.

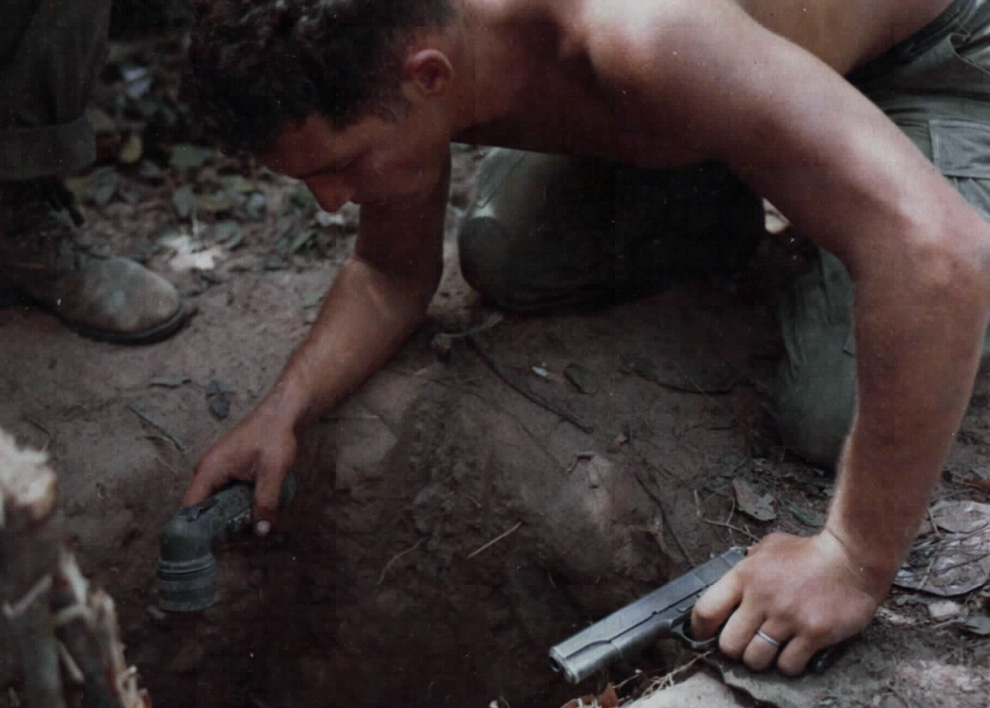
«Тоннельные крысы» 25-й пехотной дивизии изучают обстановку у входа в подземелье (Вьетнам, 1967 год)

Туннели вьетнамских партизан имели самое разнообразное устройство, но как правило, они прокладывались на глубине около полутора метров в твёрдом глинистом грунте. Глинистые стенки, высыхая, быстро затвердевали и приобретали свойства необожжённого кирпича, что позволяло обойтись без установки дополнительных опор под потолок. Для защиты от отравляющих газов подземные переходы состояли из отдельных фрагментов, расположенных на различных уровнях и изолированных друг от друга деревянными люками. Для защиты от гранатных разрывов и от огня стрелкового оружия в тоннелях часто делались повороты под прямым углом, на регулярных интервалах располагались вентиляционные шахты, сделанные из остатков американских ракет калибра 2,75 дюйма. Для защиты подземных коммуникаций от непрошенных гостей (см. «туннельные крысы») система ходов дополнялась ложными ответвлениями, при этом активно применялись мины и самодельные ловушки.
Для борьбы с партизанами под землёй американские вооружённые силы перепробовали широкий арсенал средств: слезоточивые газы, боевые отравляющие вещества, авиабомбы крупного калибра с взрывателями замедленного действия, напалм и т. п. Однако грамотно выстроенная сеть глубоких подземных коммуникаций, оснащённая системами очистки воздуха, шлюзами и средствами защиты позволяла вьетконговцам продолжать не только выживать, но и достаточно успешно решать свои боевые задачи. Тогда на следующем этапе боевые действия в подземельях приобрели взаимный характер: американское командование начало использовать небольшие группы специально подготовленных военнослужащих, в просторечии — «туннельных крыс». Эти подразделения создавались исключительно из добровольцев прошедших жёсткий отбор, основным критерием которого было худощавое сложение, хороший слух, крепкая психика и полная невосприимчивость к клаустрофобии; некоторое предпочтение отдавалось людям невысокого роста. Такие команды поддерживались подразделениями сапёров, огнемётчиков и химических войск. Оснащённые компактным вооружением, противогазами, современными средствами связи и разведки они смогли добиться некоторых успехов. Вьетнамские бойцы предпочитали не вступать с ними в прямое столкновение, уходя по многокилометровым лабиринтам подземных ходов.
Специфика ведения боевых действий во вьетнамских тоннелях послужила стимулом к появлению ряда образцов экзотического вооружения на службе у американской армии. К таковым можно отнести так называемый «бесшумный револьвер специального назначения» (Quiet Special Purpose Revolver), разработанный Лабораторией по исследованию наземных операций Абердинского полигона. Данный револьвер был создан на основе модели Smith & Wesson Model 29 и представлял собой гладкоствольное оружие под нестандартный дробовой патрон .40 калибра, который обеспечивал запирание пороховых газов в своей гильзе после выстрела для того, чтобы снизить акустическую нагрузку на стрелка при ведении огня в замкнутом пространстве.

#### Война в Афганистане

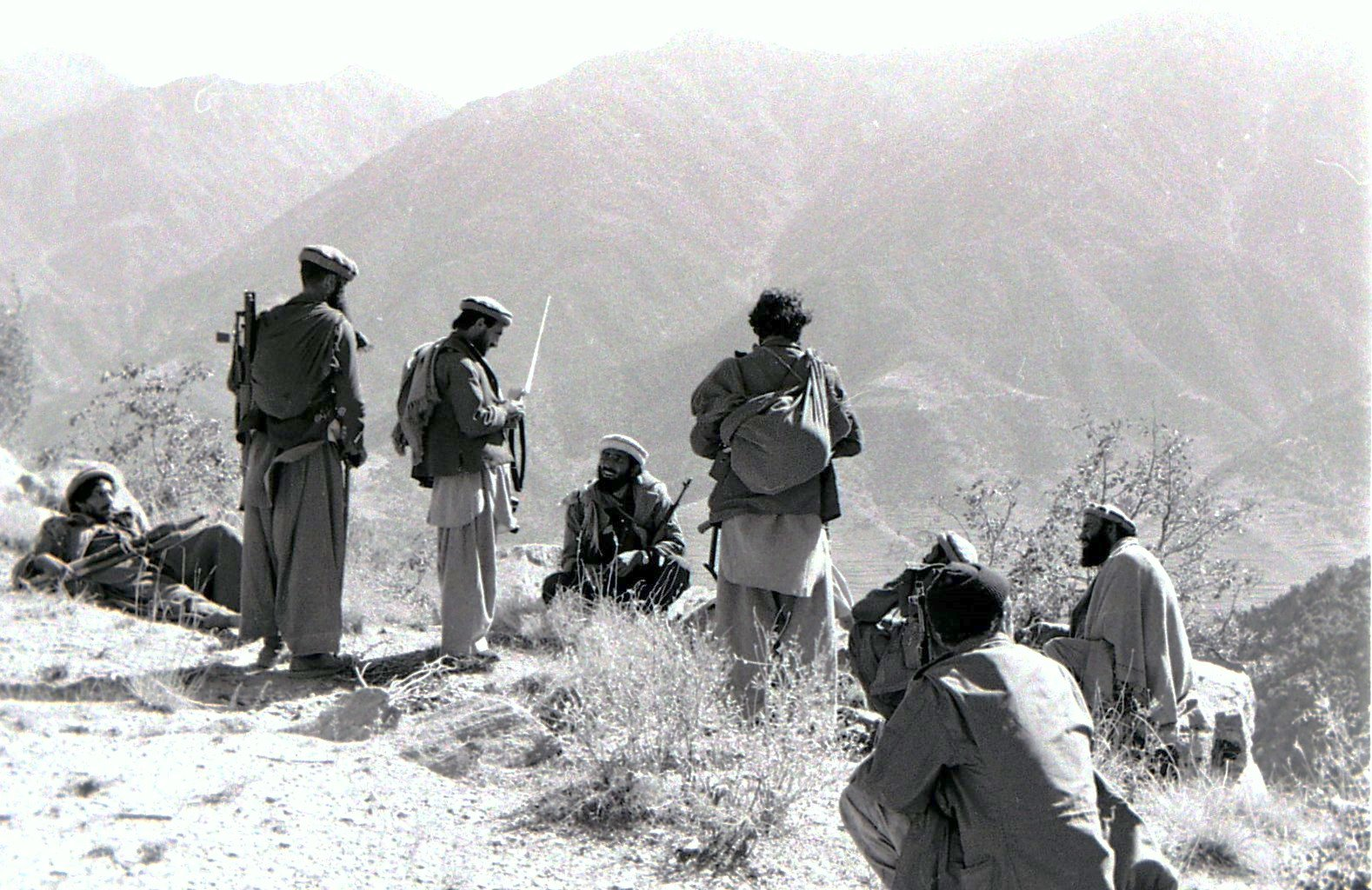
Афганские моджахеды (провинция Кунар, 1987)

Тактические элементы подземной войны также активно использовались во время вооружённого конфликта в республике Афганистан ввиду наличия там разветвлённой ирригационной сети кяризов — подземных водопроводов. Во время боевых действий талибы использовали эти тоннели для ухода от преследования и вылазок в тылы правительственных войск, причём такая тактика нередко доставляла советскому командованию немало проблем. Советским войскам приходилось выкуривать моджахедов из подземных сооружений: для этого все выходы оттуда блокировались, a тоннели забрасывались дымовыми шашками и гранатами. В целях зачистки кяризов создавались специальные досмотровые группы, оснащённые респираторами, фонарями, сигнальными средствами и тому подобное; они, как правило, продвигались от колодца к колодцу уничтожая или оттесняя мятежников. Как крайний способ, советские войска приступали к разрушению подземелий задействуя минно-взрывную технику. Был даже разработан метод «стереофонического эффекта», в рамках которого подрыв киряза осуществляется двумя зарядами, расположенными на разной глубине подземного хода. Первым подрывался верхний заряд для закупоривания тоннеля, сразу же следом за ним — нижний заряд, ударная волна от которого, не найдя вверху лёгкого выхода наружу, уничтожала всю систему подземных коммуникаций в глубине сооружения. Помимо этого некоторое применение нашёл метод выжигания подземных ходов бензином.
Кроме кяризов для военных целей талибы обустраивали природные пещеры и специально построенные подземелья. Самой известной подземной базой моджахедов, а потом талибов была Тора-Бора — система тоннелей глубиной до 400 м и общей протяженностью в 25 км. Для борьбы с партизанами в подземельях СССР и США создали специальные войска.

#### Вооружённый конфликт в Чечне
Члены бандитских формирований в Чечне во всех войнах активно использовали пещеры для создания тайных баз и обеспечения скрытности ухода из блокированных районов. В ходе подготовки к штурму Грозного его подземные коммуникации были тщательно подготовлены боевиками для выстраивания системы огня и других нужд в соответствии с передовыми представлениями того времени. Отмечают, что оборонительные рубежи сепаратистов были удачно привязаны к комплексу подземных сооружений города, в котором располагались медицинские пункты, места отдыха, ремонтные мастерские, склады расходных материалов, продовольствия и боеприпасов. С помощью зарубежных советников была отработана тактика противостояния превосходящим силам противника организацией засад, огневых мешков и танковых ловушек.

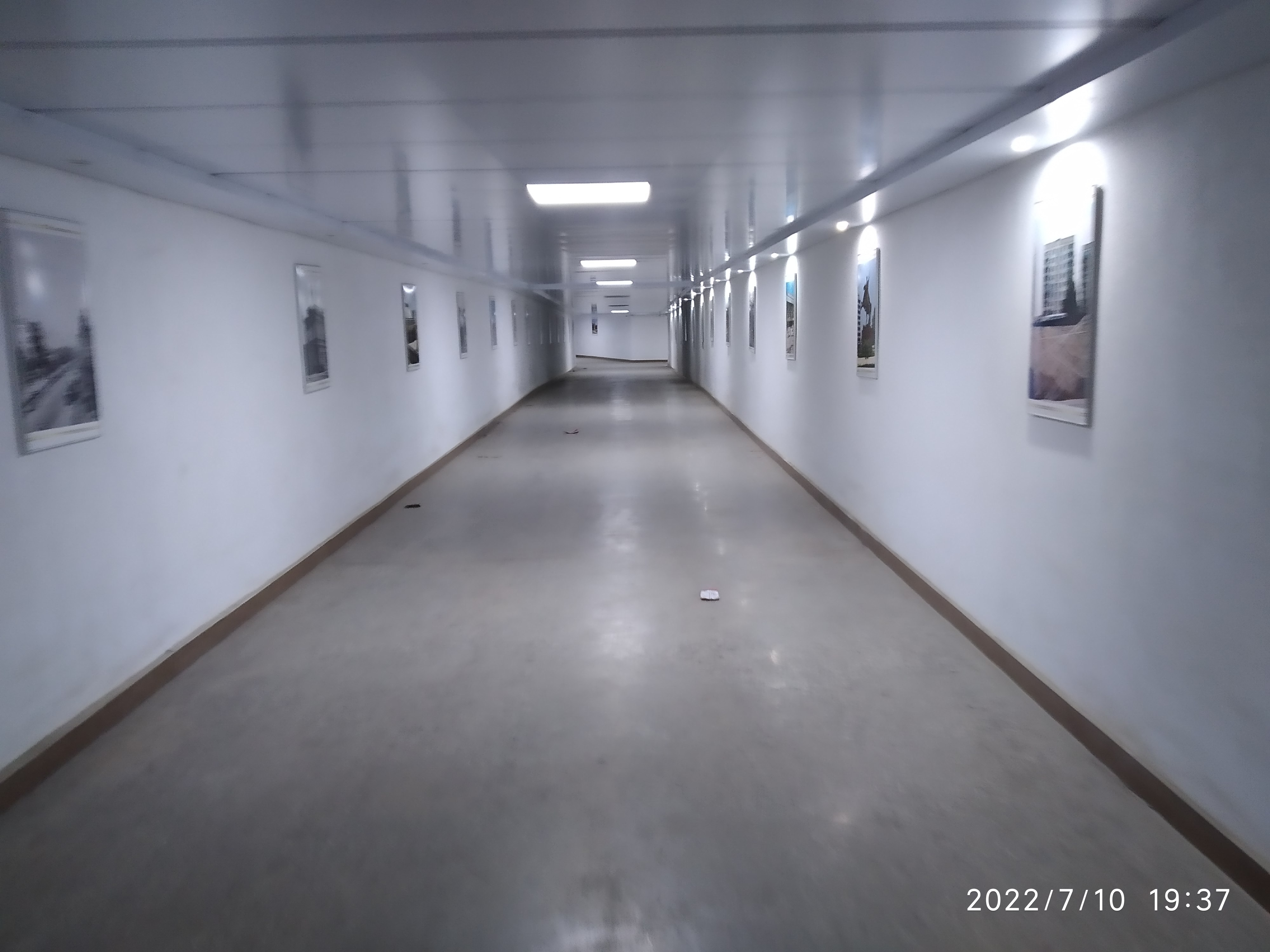
Подземные переходы под площадью Минутка

В уличных боях чеченская сторона поначалу полагалась на сочетание круговой позиционной обороны отдельных тактически выгодных зданий с действиями мобильных ударно-диверсионных групп. Типичный сценарий такого столкновения выглядел следующим образом: отразив несколько атак российских войск, гарнизон обороняемого сооружения скрытно оттягивался по подземным ходам в соседние здания. Когда федеральные силы поднимались в очередную атаку и врывались в здание, то вдруг выяснялось, что в атакуемом объекте уже никого нет. После того, как подразделение российских войск сосредоточивалось в занятом строении — подходы к нему блокировались огнём снайперов и начиналась огневая подготовка, следом за которой немедленно следовала контратака. В это время ударная группа боевиков проникала через подземные ходы в подвал, чтобы нанести решающий удар и завершить разгром.
В дальнейшем чеченские формирования сменили тактику, сделав упор на маневренные действия с широким использованием системы подземелий как транспортных коммуникаций, выходы из которых тщательно маскировались и минировались. Это позволяло диверсионным группам боевиков внезапно появляться в самых неожиданных местах, в том числе — и на зачищенной территории, наносить удары и исчезать. На долю таких групп относят до двух третей потерь российских сил.

#### Арабо-израильский конфликт

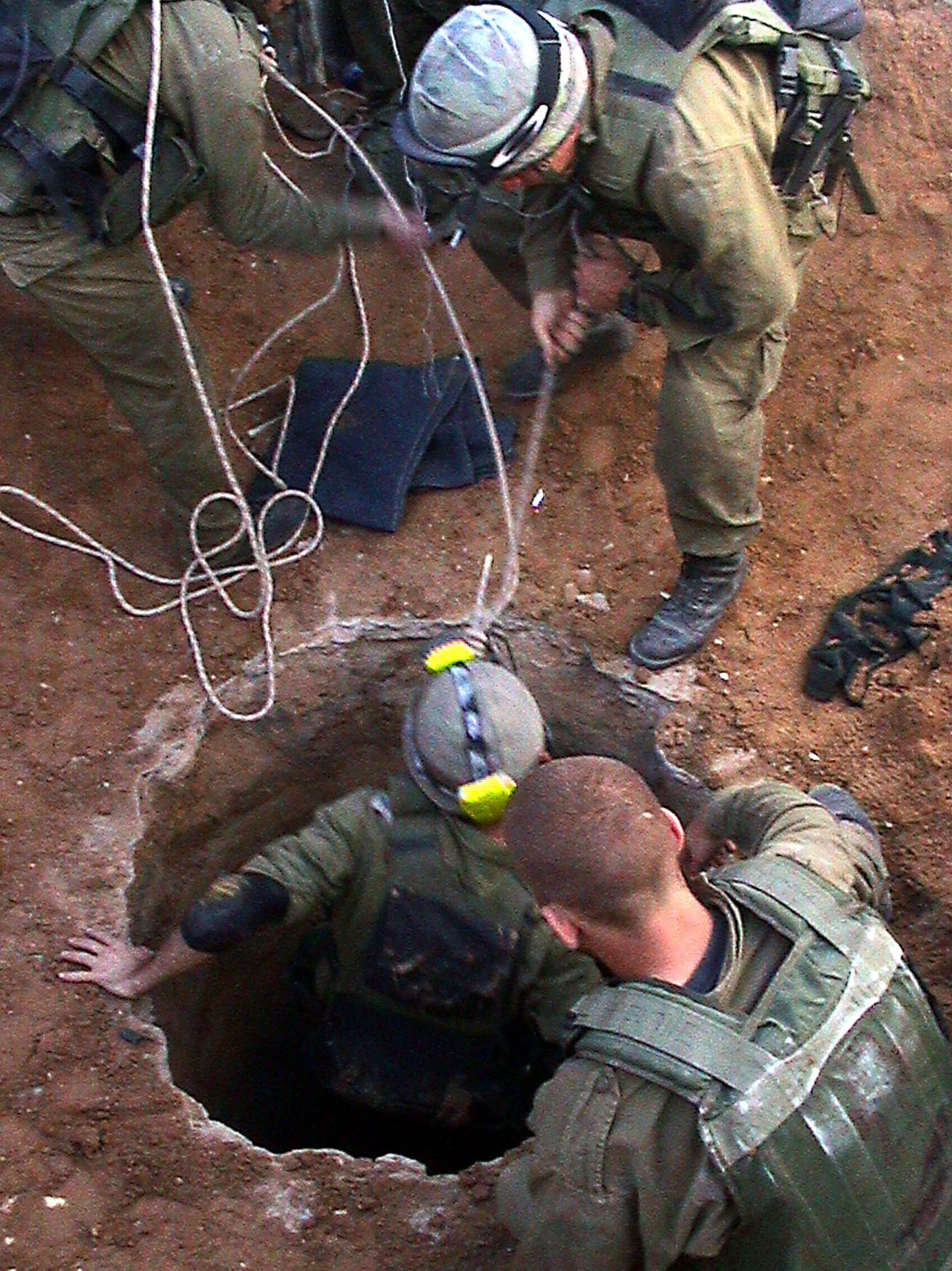
Израильские военные исследуют тоннель для доставки взрывчатки недалеко от египетской границы

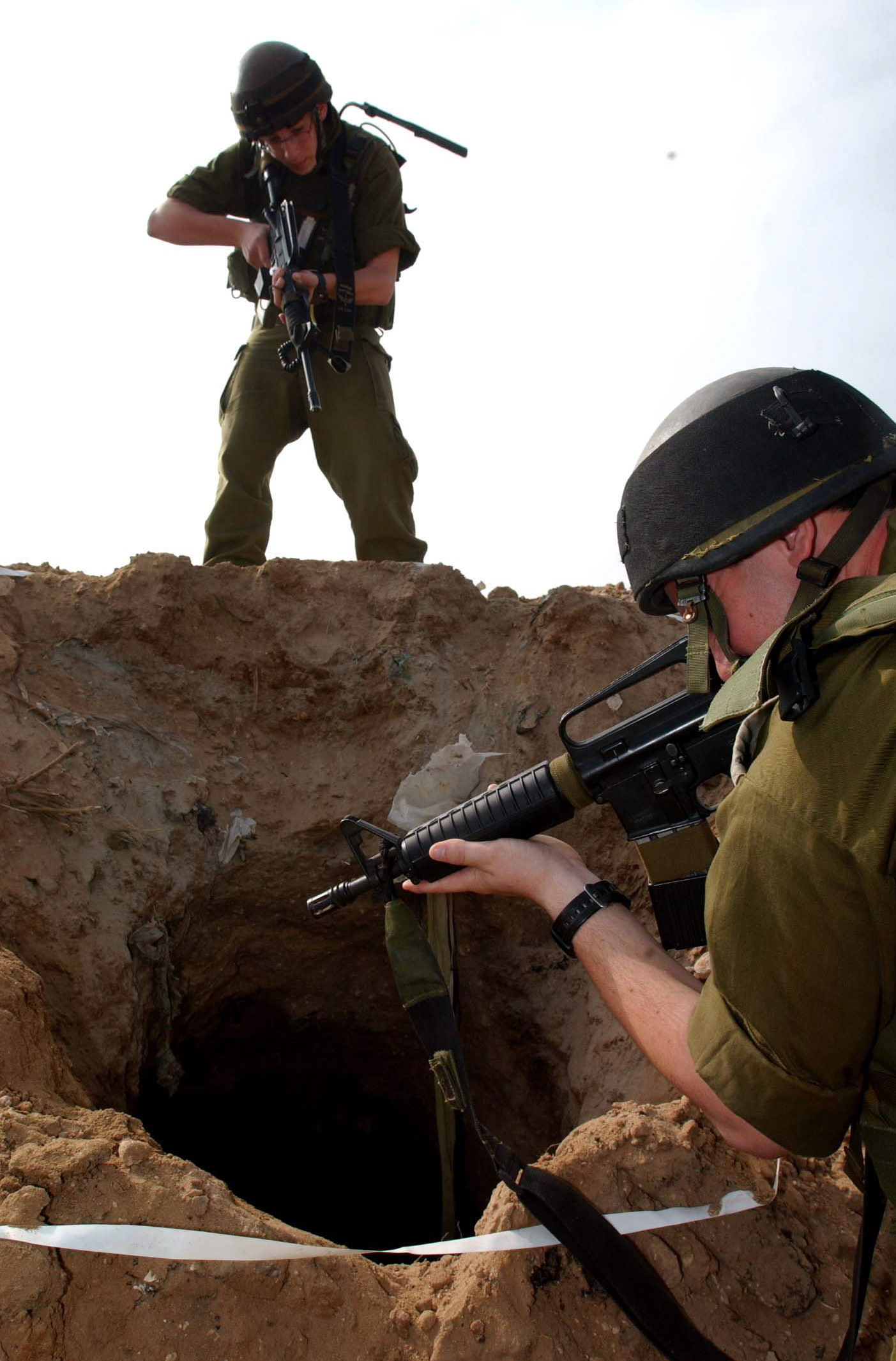
Военнослужащие Сил обороны Израиля у входа в туннель недалеко от КПП Эрез (2005 год)

Тактика подземной войны получила дальнейшее развитие опираясь на опыт боевиков группировки ХАМАС в секторе Газа и шиитского движения «Хезболла» на израильско-ливанской границе. Данные действия имеют односторонний характер. Хотя израильская армия уже начала подготовку к ведению боевых действий в искусственно созданных подземных сооружениях, Израиль не пытается разворачивать ответную подземно-минную войну.

##### ХАМАС в секторе Газа
По мирному соглашению с Египтом Израиль оставлял за собой контроль над границей сектора Газа и египетской территорией. Палестинские боевики в этом анклаве оказались в полной блокаде. Чтобы решить проблему снабжения оружием и боеприпасами, ФАТХ и Хамас начали прокладывать тоннели в Египет. Израиль активно и планомерно занимался поиском и разрушением этих тоннелей.
Особенностью данной подземной войны является использование тоннелей в целях снабжения, а не нападения на позиции противника — хотя известны единичные случаи попыток подкопа под израильские блокпосты. Так, в ночь с 27 на 28 июня 2004 года палестинские боевики уничтожили израильский блокпост путём взрыва 170 кг тротила в специально проложенном туннеле. Однако данный способ войны не нашёл широкого распространения в связи с высокой трудоёмкостью и наличием других методов. Как следствие, в 2006-м году был опробован новый тактический приём: группа боевиков выдвинулась из сектора Газа на территорию Израиля по проложенному под границей туннелю. Им удалось застать врасплох подразделение израильских пограничников; в результате двое солдат были убиты, один ранен, а ещё один (Гилад Шалит) взят в плен.
Получив власть в секторе Газа, движение ХАМАС приступило к методичному строительству сети капитальных подземных сооружений, связанных сетью тоннелей и галерей, ведущих к многочисленным выходам в жилые кварталы Газы. Особо отмечают, что данная подземная инфраструктура хоть и отдалённо напоминает тоннельную систему Вьетконга, но в отличие от них хорошо оборудована, электрифицирована и возведена с применением железобетонных конструкций.
Для уничтожения подземной инфраструктуры ХАМАС в январе 2009 года израильскими вооружёнными силами была проведена общевойсковая операция «Литой свинец», в которой участвовало более 10 тысяч военнослужащих. Период подготовки к ней продолжался около полутора лет; в её результате было уничтожено около 30-40 тоннелей подземного комплекса ХАМАС из 250 имеющихся (то есть — около 15 %). По мнению некоторых экспертов, данный эпизод продемонстрировал высокую способность наземно-подземной оборонительной системы иррегулярных формирований эффективно противостоять наступательным действиям современных вооружённых сил, которые задействуют наземную, подземную, воздушную и космическую компоненту.
В дальнейшем, тоннельная сеть нашла широкое применение в целях контрабанды, которая в секторе Газа достигла грандиозных размеров. Не считая уже уничтоженных, под границей прорыто восемь сотен ходов, а на обслуживании контрабандной сети задействовано около 20 тысяч человек. Египет строил подземный забор глубиной 30 м, который должен был перерубить подземные тоннели. После революции Египет приостановил строительство подземного забора. В настоящее время подземная война в секторе Газа продолжается.

##### Хезболла на ливанской границе
Во ходе Второй Ливанской войны 2006 года значительный размах приобрелa активность бойцов движения «Хезболла». Во время столкновений с израильскими вооружёнными силами в ливанской «зоне безопасности», которую израильская армия покинула в 2000 году боевики опирались на умелое использование разветвлённой системы подземных укреплений. Данная система, созданная всего за шесть лет с помощью подконтрольных «Хезболле» строительных компаний, представляла собой комплекс капитальных объектов, размещённых в бетонных бункерах, связанных сетью подземных тоннелей и усиленных противотанковыми и противопехотными минными полями. Глубина залегания некоторых особо важных бункеров (арсеналов и центров управления) в скалистых грунтах достигала 40 метров. Их гарнизон располагал запасами продовольствия, топлива и боеприпасов для полностью автономного существования в течение многих дней, при этом одной из самых сильных сторон называют многократное и очень эффективное дублирование каналов управления и связи. Для обеспечения секретности никто из высшего руководства организации не обладал всей полнотой информации о точном расположении всех опорных пунктов данной системы. Военнослужащие ЦАХАЛа в обыденной речи называли её «заповедником Хезболлы».
К особенностям стратегии бойцов «Хезболлы» относят заблаговременную подготовку подземных коммуникаций для действий расчётов ракетных систем, а также — подготовку данных для стрельбы. Многочисленные ответвления подземных ходов позволяли боевикам активно маневрировать, заходя в тыл колоннам израильской бронетехники и нанося им чувствительные удары. Также был введён принцип децентрализации командования, который сделал бессмысленными усилия ЦАХАЛа, направленные на уничтожение руководства «Хезболлы». При этом содействие блокированным подразделениям боевиков оказывалось исходя из условий текущей тактический ситуации, а полевым командирам было разрешено принимать решение самостоятельно.
Отмечается, что неожиданно сильное сопротивление «Хезболлы» заставило израильтян поставить под ружье несколько тысяч резервистов, направив иx в сектор Газа, а высвободившиеся регулярные части перебросить оттуда к Ливану. Осознав неготовность израильских вооружённых сил эффективно бороться с подземной инфраструктурой боевиков, американская администрация передала им партию высокоточных авиабомб с лазерным наведением GBU-28 для поражения целей на глубине до 30 метров, защищенных слоем бетона до 6 метров.
Как отмечают некоторые военные аналитики, данный конфликт выявил некоторые слабые стороны израильской армии, которая, несмотря на значительное превосходство практически во всех отношениях, так и не смогла организовать эффективное противодействие боевикам. Среди основных проблем называют следующие:
- неготовность личного состава ВС Израиля к захвату хорошо укреплённых позиций боевиков (к так называемой «бункерной» войне),
- недостаточно тесное взаимодействие воинских частей с военной разведкой, авиацией и артиллерией,
- низкое качество подготовки резервистов к противостоянию с противником, который использует подземное пространство[73][85].

#### Гражданская война в Сирии
Во время гражданской войны в Сирии вооружённые формирования сирийской оппозиции пытались компенсировать подавляющее превосходство правительственных войск в огневой мощи возведением системы подземных сооружений и коммуникаций. Особо отмечается в этом отношении подземный комплекс в пригороде Дамаска — Восточной Гуте, где туннельная система имеет исключительно сложную конфигурацию и предусматривает даже движение автомобильного транспорта. Данные обстоятельства указывают на высокую актуальность подготовки личного состава и создания специализированных боевых средств для достижения успеха в вооружённом противостоянии под землёй.

## В искусстве
- «Пение птиц» — роман британского писателя Себастьяна Чарльза Фолкса (1993), в котором подробно описана подземная война между британскими и немецкими войсками. В опросе о любимых книгах британцев, проведенном БиБиСи в 2010 году, книга заняла 13-е место[89]. Одноимённая пьеса была поставлена в Театре Комедии в Лондоне, в Вест-Энде и шла с 28 сентября 2010 по 15 января 2011[90].
- В романе «Обломок империи[англ.]» цикла «Грозные границы[англ.]» Майкла Гира[англ.] показана тактика подземной войны. Подземная битва за гору Макарта описана с середины главы № 29 романа Реквием по завоевателю.
- «Подземная война» — рассказ К. Г. Паустовского о борьбе партизан в Аджимушкайских каменоломнях во время гражданской войны в России.
- «Улица младшего сына» — советские детские повесть (1949, Лев Кассиль совместно с М. Поляновским), и фильм (1962, реж. Лев Голуб) о жизни и смерти юного партизана Володи Дубинина — героя Великой Отечественной войны, воевавшего в составе партизанского отряда в каменоломнях Старого Карантина (Камыш бурун) вблизи Керчи. Талантливо написанная книга советского детского классика Льва Кассиля, и удачная экранизация — сделала образ Володи Дубинина одним из самых известных и даже популярных пионеров-героев. Книга многократно переиздавалась, присутствовала в каждой детской и школьной советской библиотеке, входила в списки рекомендуемого чтения. Фильм «Улица младшего сына» регулярно показывался по телевидению вплоть до конца 80-х. Фильм и/или книга входили в планы лекториев и «внеклассных» обсуждений (политических занятий) для детей. Кроме книги и фильма Володе Дубинину посвящена «Песня о Володе Дубинине»[91] (1975, музыка: Владимир Шаинский, слова: Наум Олев), диафильм[92]. Образ Володи Дубинина и эпизод его участие в партизанской подземной войне у Старого Карантина включены в книгу «Дети-герои»[93] (1985) и фильм «Долгая память» (1985, реж. Роман Виктюк). Именем Володи Дубинина назван город Дубинино, множество улиц, парков, десятки пионерских отрядов, пионерских дружин, пионерских лагерей по всему СССР. Ему установлено несколько памятников. Насколько можно судить по фильму, подземная война в каменоломнях Старого Карантина (Камыш бурун) развивалась по сценарию линии Мажино. После некоторых начальных успехов партизан (возможно — выдуманных в отчётах их командования, или позднее — пропагандой) немцы успешно блокировали все выходы, залив их бетоном, заминировав или установив посты. После чего партизаны перестали представлять для немцев какую-либо угрозу. Суть же подвига Володи Дубинина в том, что имея субтильное телосложение он мог выбираться по очень узким лазам, что позволяло ему вести визуальную разведку. По отчётам самих партизан полученные данные позволили им дать достойный отпор карателям в декабре 1941 года и вообще планировать свои боевые операции. Повторить свою попытку уничтожения партизан у немцев уже не получилось, поскольку в том же месяце, 26 декабря 1941 началась Керченско-Феодосийская операция и Керченский полуостров был временно освобождён советскими войсками.

### Фильмы
- «Подземная война» (1965) — один из немногих китайских игровых фильмов 60-х годов. Отражает идеи Мао Цзэ-дуна о «народной войне»[94].
- Американский фильм «Тоннельные крысы 1968» (2008) рассказывает о действиях одноимённых подразделений во Вьетнаме
- Основанный на реальных событиях австралийский фильм «Ниже холма 60» посвящён ведению подземных боевых действий в Первую мировую войну[95].
- «Улица младшего сына» — советский детский фильм (1962, реж. Лев Голуб, «Беларусьфильм») по одноимённой книге (см. выше). Основан на реальных событиях партизанской подземной войны в каменоломнях Старого Карантина (Камыш бурун) вблизи Керчи в 1941 году.
- Капитан Алатристе (фильм) — в фильме есть эпизод подземной войны, когда солдаты обеих армий ведут борьбу под землей в узких, вырытых в грунте тоннелях при осаде Бреды в 1624 году.
- В британском криминальном драматическом сериале «Острые козырьки» главный герой Томас Шелби (Киллиан Мёрфи) неоднократно упоминается как тунельщик.
- «Война под землей» (2020) — фильм посвящён британским шахтёрам, которые прокладывали тоннели для минирования германских позиций в ходе Мессинской операции в 1917 г.